# 바비 하켓

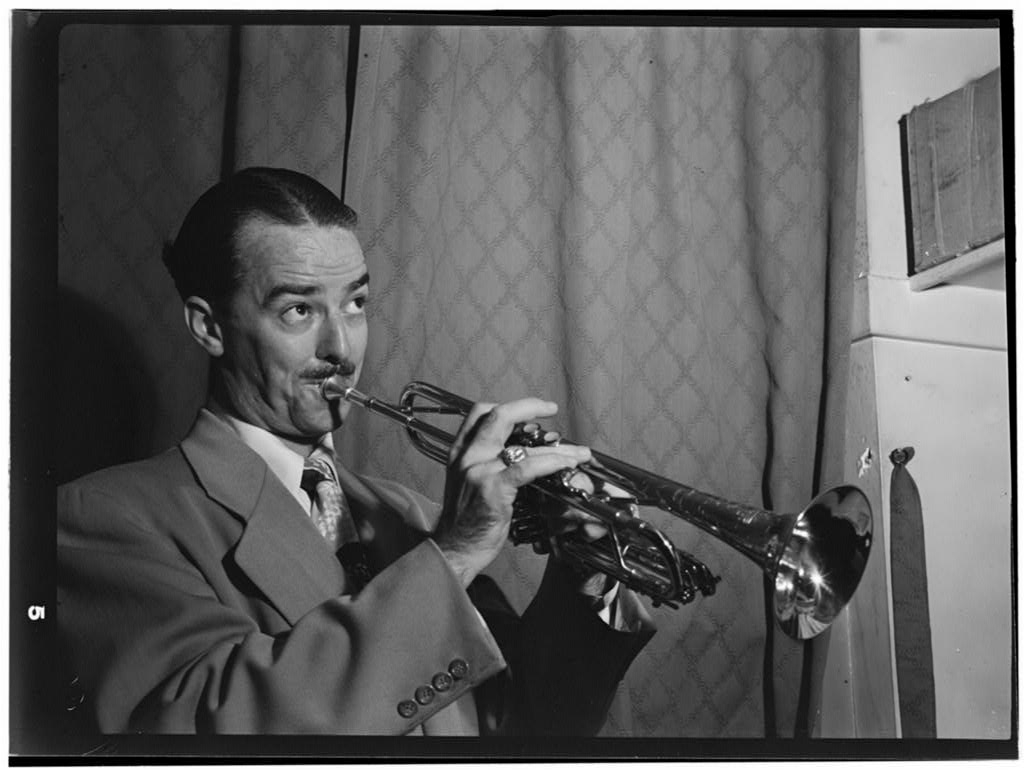

바비 하켓(Bobby Hackett, Robert Leo Hackett, 1915년 1월 31일 ~ 1976년 6월 7일)은 딕실랜드 스윙이 장기인 코넷 주자이다. 또한 트럼펫 및 기타의 주자이기도 하다. 로드 아일랜드주 태생이다. 18세 때부터 코넷을 불었으며 1930년대 중엽부터는 많은 재즈맨과 공연하였다. 1941년에는 글렌 밀러 악단에 참가, <진주 목걸이>나 그 밖의 곡에서 솔로를 담당하였다. 1953년부터 재키 그리슨 악단 등에서 무드 음악을 연주하였다.